# Commune urbaine (Russie)
Pour les articles homonymes, voir Commune urbaine.
 (signalé en juillet 2025).
Si vous disposez d'ouvrages ou d'articles de référence ou si vous connaissez des sites web de qualité traitant du thème abordé ici, merci de compléter l'article en donnant les références utiles à sa vérifiabilité et en les liant à la section « Notes et références ».
- Archive Wikiwix
- Bing
- Cairn
- DuckDuckGo
- E. Universalis
- Gallica
- Google
- G. Books
- G. News
- G. Scholar
- Persée
- Qwant
- (zh) Baidu
- (ru) Yandex
- (wd) trouver des œuvres sur Wikidata

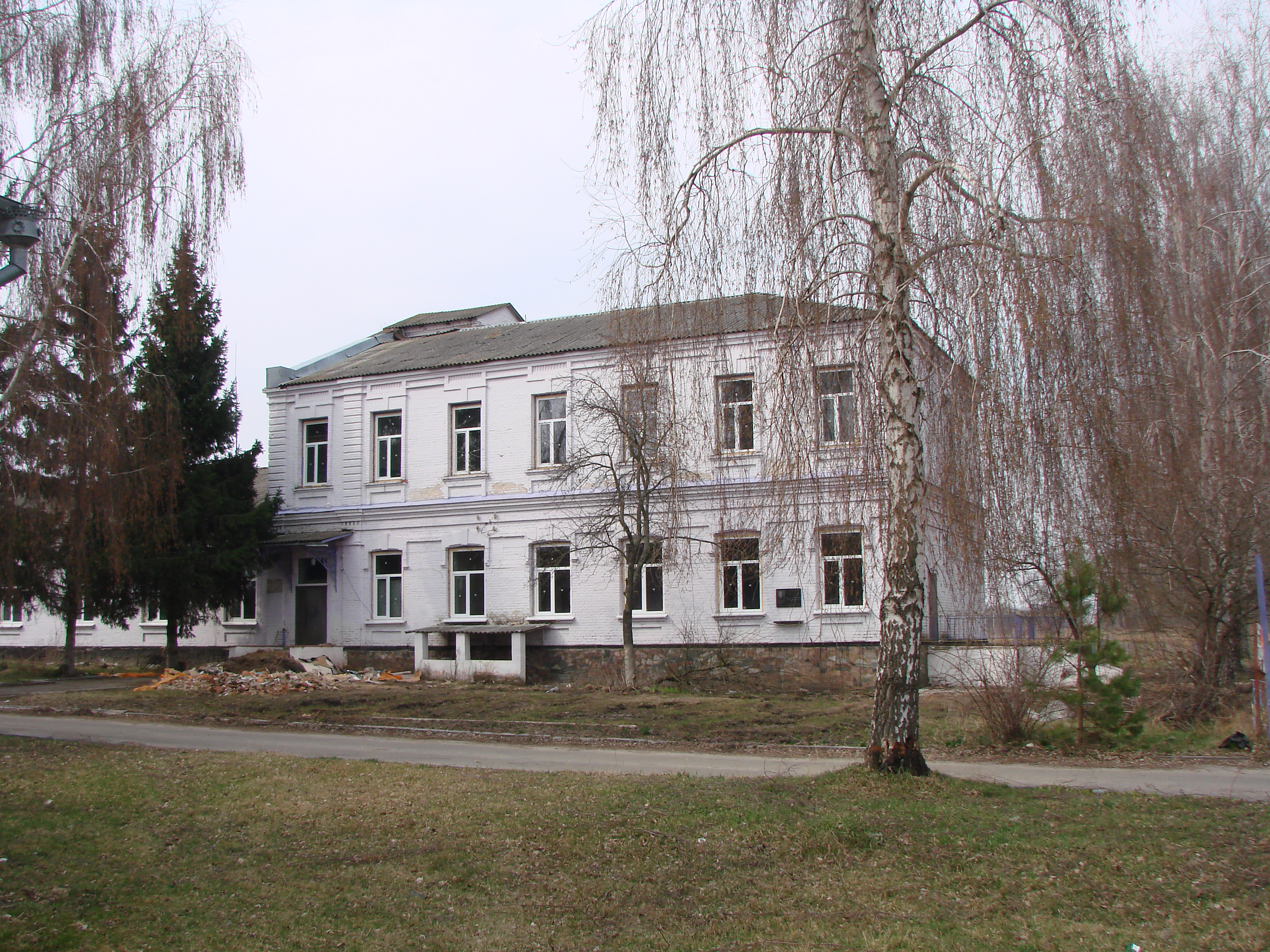
Bâtiments de l'ancien hôpital Zemstvo, en 2014

Une commune urbaine (en russe : посёлок городско́го ти́па - possiolok gorodskogo tipa, abréviation : п.г.т. ; polonais : osiedle typu miejskiego ; bulgare : селище от градски тип, sélichté ot gradski tip) est la désignation officielle d'un certain type de localité à caractère urbain, utilisée anciennement en URSS, Pologne et Bulgarie et actuellement dans dix États issus de l'ancienne Union soviétique. 
C'est une subdivision territoriale et administrative intermédiaire, par ses caractéristiques et par son statut, entre la ville (gorod en russe) et la commune rurale (village ou autre). Une commune urbaine ne se distingue pas nécessairement d'une commune rurale par sa superficie ou par sa population, mais elle possède des caractères socio-économiques qui la rendent économiquement indépendante de l'agriculture. La plupart des communes urbaines ont une population comprise entre 3 000 et 12 000 habitants.

## Union soviétique
Ce terme fut introduit en 1922 dans les diverses républiques de l'Union soviétique et se substitua à possad.
Les critères des communes urbaines étaient fixés par chaque république soviétique, mais avec des différences minimes d’une république à l’autre.
Dans la République socialiste fédérative soviétique de Russie, les communes urbaines se répartissaient en trois catégories :
- bourg ouvrier (рабочие посёлки) : communes possédant des industries (usines, mines, centrales électriques, bâtiment et travaux publics), avec une population d’au moins 3 000 habitants, dont 85 pour cent, en comptant les membres de leur famille, travaillaient dans l’industrie ou les services ;
- station de cure (курортные посёлки) : communes centrées sur les activités de séjour et de santé (stations balnéaires, stations thermales, etc.), avec une population d’au moins 2 000 habitants, dont plus de 50 pour cent de la population annuelle moyenne étaient constitués de résidents temporaires ;
- aire de datchas (дачные посёлки) : communes de datchas (maisons saisonnières ou résidences secondaires à l'année) centrées sur des séjours d’été privés (datchas) et de loisirs en fin de semaine, avec moins de 25 pour cent de la population résidente permanente occupés dans l'agriculture.

## Espace post-soviétique
Dans la Russie actuelle, la fixation des critères des communes urbaines est dévolue aux sujets fédéraux. Dans la plupart des cas, l’organe législatif du sujet fédéral est responsable de tous les changements administratifs et territoriaux, y compris l’attribution et la révocation des statuts de commune urbaine ou de ville.
Les communes urbaines ont été converties en d'autres types de subdivisions territoriales urbaines ou rurales dans 6 anciennes républiques soviétiques — Arménie, Estonie, Lettonie, Lituanie, Moldavie — au début des années 1990 et Ukraine au 2023. Ce terme est encore utilisé dans les 9 autres anciennes républiques soviétiques : Azerbaïdjan, Biélorussie, Géorgie, Kazakhstan, Kirghizistan, Ouzbékistan, Russie, Tadjikistan et Turkménistan.

## Autres États
Le terme fut également introduit par la suite en Pologne (1954) et en Bulgarie (1964). Toutes les communes urbaines de Pologne furent converties en d'autres types de commune (urbaine ou rurale) en 1972 ; celle de Bulgarie le furent au début des années 1990.